# Lazníky
Lazníky (en allemand : Groß Lasnik) est une commune du district de Přerov, dans la région d'Olomouc, en République tchèque. Sa population s'élevait à 540 habitants en 2020.

## Géographie
Lazníky se trouve à 7,8 km au nord-est de Přerov, à 17 km au sud-est d'Olomouc et à 227 km à l'est-sud-est de Prague.
La commune se compose de deux quartiers séparés par la commune de Veselíčko. Le quartier principal est limité par Lazníčky et Veselíčko au nord, par Radvanice à l'est et au sud, par Buk au sud, et par Sobíšky et Tršice à l'ouest. Le quartier de Svrčov est limitée par Výkleky au nord, par Veselíčko à l'est et au sud, et par Lazníčky à l'ouest.

## Histoire
La première mention écrite de la localité date de 1355.

## Administration
La commune se compose de deux quartiers :
- Lazníky
- Svrčov

## Transports
Lazníky se trouve à 10 km de Přerov, à 22 km d'Olomouc et à 283 km de Prague.